# Ermia somalica
Ermia somalica är en insektsart som beskrevs av Popov, G.B. 1957. Ermia somalica ingår i släktet Ermia och familjen gräshoppor. Inga underarter finns listade i Catalogue of Life.